# Orquestra de Câmara dos Compositores de São Francisco
A Orquestra de Câmara dos Compositores de São Francisco é uma orquestra de câmara baseada em São Francisco, Califórnia, Estados Unidos. Foi estabelecida em 2002 e é dedicada para performances de músicas clássicas contemporâneas, muitas vezes interpretando obras dos membros da orquestra. O maestro da orquestra, co-fundador, e diretor musical é Mark Alburger, o diretor executivo e co-fundador é Erling Wold. Os maestros associados são John Kendall Bailey e Martha Stoddard. Desde o primeiro concerto, em Março de 2002, a orquestra tem executado estreias de muitas novas e vitais músicas. 